# Georg Kerschensteiner
Georg Kerschensteiner (Múnic, 19 de juliol de 1854 - Múnic, 15 de gener de 1932) va ésser un pedagog i matemàtic alemany impulsor de l'anomenada escola del treball.

## Biografia
Georg Kerschensteiner fou mestre als disset anys. Feu els estudis secundaris i ingressà a la Universitat Tècnica de Múnic interessat en l'estudi de les matemàtiques i la física. Es doctorà l'any 1883. Fou professor d'educació secundària a Nuremberg i Schweinfurt. Estudià, també, botànica, zoologia i mineralogia a la Universitat de Würzburg. Va exercir un grapat d'anys com a professor de secundària. Alarmat, però, de com s'ensenyava als alumnes les ciències naturals de forma llibresca i sense anar a la realitat, l'observació i experiència directa.
Retornà a Múnic l'any 1893 com a professora al Ludwigsgymnasium. A quaranta anys fou nomenat regidor del govern de la ciutat i director de l'educació primària i professional de Múnic (1895-1919). Durant aquest llarg període que exercí aquest càrrec obrí quaranta noves escoles públiques i portà a terme la reforma del sistema escolar muniquès. Una reforma que despertà l'interès internacional i feta "pel bé dels infants" com ell mateix afirmà. Allargà un any més l'escolaritat per tal que en el darrer i vuitè any d'escolarització es facilités la transició cap al món del treball dels joves. Tot unint la iniciació al "treball de taller" a l'educació cultural. La Primera Guerra Mundial paralitzà la reforma escolar de Múnic. En acabar la guerra, els dirigents demòcrates i socialistes de la República de Weimar s'inspiraren en els plantejaments de Kerschensteiner per abordar la reforma educativa a Alemanya.
En 1912, Kerschensteiner esdevé membre del Reichstag o parlament de Berlín en representació del Partit del Poble Lliure (1912-18). Feu viatges per a conèixer les experiències educatives renovadores a Anglaterra, Suïssa i els Estats Units. Després de vint-i-quatre anys de rellevant treball educatiu fou noment professor honoris causa de la Universitat de Berlín. Va rebre oferiments per ensenyar a altres universitats alemanyes que refusà.
Passada la Primera Guerra Mundial, el 1921, Kerschensteiner passà a ser membre de la junta del Deutsches Museum. En l'avinentesa del seu 70 aniversari el 1924, la ciutat de Múnic reté homenatge als seus assoliments en la reforma educativa donant el seu nom a una escola. Georg Kerschensteiner va morir el 15 de gener de 1932.

## Arbeitsschuleo Escola del treball
L'escola del treball proposada per Kerschensteiner és aquella que en font del memorisme, la passivitat i l'aprenentatge llibresc oposa una escola on els alumnes són actius, és a dir treballen. L'escola ha de passar, doncs, d'una "cultura del llibre" a una "cultura del treball". Per això pedagogs coetanis com Josep Mallart i Cutó tradueixen Arbeitsschule (escola del treball) per "Escola activa" per evitar la confusió que pot donar el terme "treball". Ja que, com denunciava el pedagog bavarès, algunes interpretacions simplistes han confós el sentit ampli i d'escola activa que ell donà al terme Arbeitsschule amb una escola de treball manual. Precisió important ja que el mateix Kerschensteiner criticarà durament l'escola del treball i l'organització escolar que organitzà Pavel Petrovitch Blonskij a la Rússia soviètica tot assenyalant com "una bona idea pot convertir-se en la seva contrària". Així, doncs, el concepte d'escola del treball no es redueix a la preparació professional sinó que postula l'activitat i el treball escolar de l'alumne així com una educació a través del mateix esforç. Ja que el treball reuneix l'habilitat manual i intel·lectual. "És una escola d'aprendre a través per l'experiència amb el mateix treball".
George Kerschensteiner resumeix les característiques de l'escola del treball en tres principals principis: 
1. L'escola del treball enllaça el màxim possible la seva activitat educadora a les disposicions individuals dels seus alumnes, i multiplica i desenvolupa cap a totes orientacions possibles aquestes inclinacions i interessos mitjançant una activitat constant en els respectius camps de treball.
2. L'escola del treball tracta de conformar les forces morals de l'alumne dirigint-se a examinar constantment els seus actes de treball per a veure si aquests expressen amb la plenitud més gran possible el que l'individu ha sentit, pensat, experimentat i volgut, sense enganyar-se a si mateix, ni als altres.
3. L'escola del treball és una comunitat de treball en què els alumnes, en tant que el seu desenvolupament és prou alt, es perfeccionen, ajuden i secunden recíprocament i socialment, a si mateixos i als fins de l'escola, perquè cada individu pugui arribar a la plenitud de què és capaç per la seva naturalesa.

## Concepte d'educació
La pedagogia de Kerschensteiner s'inscriu en els principis de l'escola activa. Es basa en la psicosociologia genètica tot recollint la teoria de l'interès desenvolupada per William James i John Dewey. El pedagog bavarès defensava transmetre al nen només allò que seria capaç d'adquirir espontàniament a través de l'experiència i en virtut del seu propi interès. Però sense perdre de vista que l'educació s'adreça vers un objectiu moral que domina tots els seus principis pedagògics. Segons Kerschensteiner, l'adquisició de coneixements era un objectiu secundari i subordinat a la tasca essencial de l'escola: formar homes i dones capaços de ser actors en els àmbits socials i humans. La missió de l'educació consisteix a col·locar en el cercle vital de l'alumne els béns favorables al seu desenvolupament, allunyar als desfavorables i vèncer sempre les resistències externes i internes que s'oposin a l'aprehensió dels béns culturals.
La vida "és o un procés d'autoeducació constant o és una vida merament animal, una vida de lluita per la mera subsistència" afirmava George Kerschensteiner. Refusà la pedagogia intel·lectualista d'Herbart, hegemònica a la seva època, qüestionant la distinció entre "intel·ligència manual" i "intel·ligència pràctica". La seva és una de les primeres veus que adverteixen que l'adquisició de coneixement només es pot demostrar mitjançant la implementació d'una habilitat. Influenciat per Johann Heinrich Pestalozzi i John Dewey propugnà una escola, que per mitjà de l'activitat física i mental desenvolupa la personalitat i facilita la sociabilització de l'alumne, per tal de superar el verbalisme i el memorisme de l'escola tradicional. Els trets essencials de l'escola han de comprendre la cura de la individualitat sobre la base del treball dels nois i noies, l'autocorrecció i autocontrol per part de l'alumne i el desenvolupament de l'esperit social a través de les comunitats escolars de treball.
George Kerschensteiner fou un dels primers a advertir a Europa el valor central de l'educació per contrarestar les conseqüències negatives que la industrialització estava produint a les persones, a la societat i a la democràcia. Davant les amenaces a la personalitat dels obrers i empleats de l'industrialisme calia cercar l'antídot en el mateix industrialisme. Utilitzant la seva tècnica i la seva racionalitat per fondre el treball pràctic amb l'educació. Convertint aquesta en motor del desenvolupament de la personalitat dels educands, de dignificació humana, de civisme actiu i compromís amb la comunitat.

## Obres

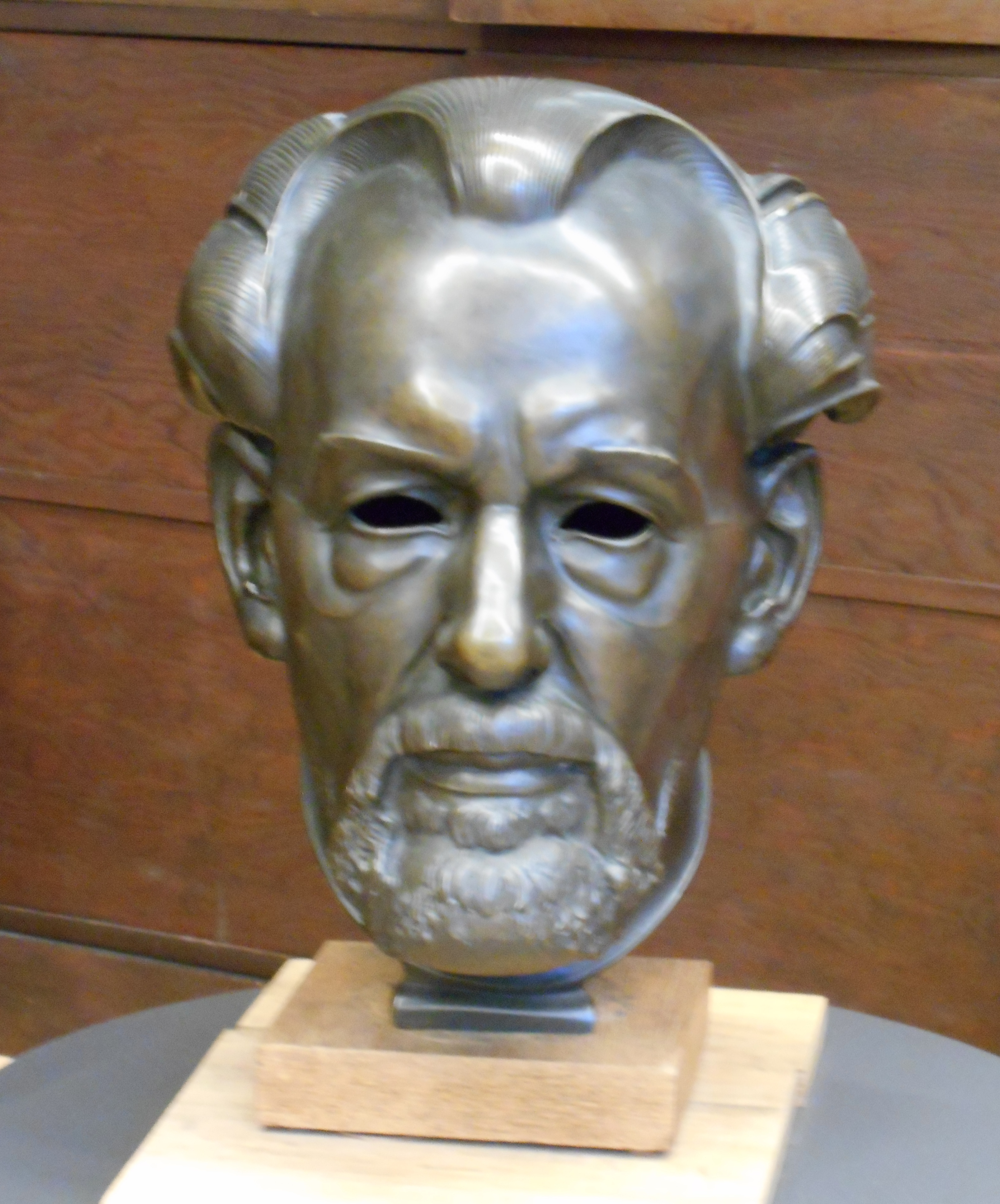
Bust de Georg Kerschensteiner obra de Rudolf Belling, 1932,

- Bust de Georg Kerschensteiner obra de Rudolf Belling, 1932,Der Begriff der staatsbürguerlichen Ezziehunh 1910 (Trad. cast.) La educación cívica. Barcelona: Labor, 1936.
- Begriff der Arbeitsschule. 1912. (Trad. cast) Concepto de escuela del trabajo. Madrid: Ediciones la Lectura, s.d.
- Wesen und Wert des naturwissenschaftlichen Unterrichts. 1914 (Trad. cast.) Esencia y valor de la enseñanza científico-natural. Barcelona, Labor, 1930.
- Die Seele des Erziehers und das Problem der Lehrerbildung. 1921. (Trad. cast.) El alma del educador y el problema de la formación del maestro. Barcelona: Labor, 1934 (2ª ed.)
- "La escuela del trabajo". Revista de Pedagogía n. 9, 1922 p. 321-329
- El problema de la educación pública. Madrid: Publicaciones de la Revista de Pedagogía.1925.
- "El autogobierno de los alumnos". Revista de Pedagogía, n. 49, 1926, p. 18-24.